# Cossonay
Cossonay är en ort och kommun i distriktet Morges i kantonen Vaud, Schweiz. Kommunen har 4 761 invånare (2023).